# Bloom Township (Illinois)
Pour les articles homonymes, voir Bloom Township.
Bloom Township est un township du comté de Cook dans l'Illinois, aux États-Unis,. 